# 欧尔道什
欧尔道什，是匈牙利南部巴奇-基什孔州所辖的一个村，总面积16.31平方公里，总人口502，人口密度31人/平方公里（2002年）。地理坐标为46°38′10″N 18°57′00″E。